# Сагалаев, Григорий Васильевич
Григо́рий Васи́льевич Сагала́ев (23 января 1915, Большие Чапурники, Астраханская губерния — 15 мая 1994, Москва) — видный деятель науки и техники, химик, доктор технических наук, профессор, заслуженный изобретатель РСФСР, один из организаторов отечественной отрасли переработки полимерных материалов, основатель кафедры «Технология переработки пластмасс» МИТХТ имени М. В. Ломоносова.

## Биография
Родился в 1915 году в селе Большие Чапурники (ныне — в Светлоярском районе Волгоградской области) в семье крестьянина. Во время Первой мировой войны отец был взят в царскую армию и с фронта не вернулся, мать умерла в 1918 году. До 1929 года воспитывался у родственников, в детдоме и в интернате при школе-семилетке в г. Красноармейск. С 1929 года жил самостоятельно. Постоянно сочетал работу с учёбой.
В 1929—1931 годах — бригадир коммуны «Беднота, вперёд!» в г. Красноармейск.
В 1931—1932 годах — помощник коменданта Парка Культуры и Отдыха им. Сталина (ныне Измайловский парк в Москве).
В 1932 году вступил в комсомол и профсоюз. В 1933 году назначен начальником военного отдела строительства Сталинской ТЭЦ (ныне ТЭЦ-11 в Москве).
В 1934 году закончил Высшие курсы по техническому нормированию при «Союз лесосплаве» и в виде исключения за успехи в учёбе и общественной деятельности получил права инженера-нормировщика. В 1936 году поступил на рабфак им. Ленина, в том же году женился.
В 1937 году поступил в Московский инженерно-химический институт (МИХМ, ныне Московский государственный университет инженерной экологии), который окончил в 1941 году.
В октябре 1941 года вступил в кандидаты в члены ВКП(б). Член ВКП(б) с 1942 года.
В 1941 году, будучи ещё студентом МИХМа, поступает на Карачаровский завод пластмасс и с тех пор неразрывно (до перехода в Высшую школу) работает в промышленности переработки пластмасс. Всю войну он работает начальником цеха, а затем главным механиком Карачаровского завода.
В 1945 году его переводят на должность старшего инженера, а затем и главного механика Главхимпласта в Москве, где он проработал до 1950 года.
В 1948 году поступает в заочную аспирантуру в НИИ пластмасс. В 1954 году защищает диссертацию на тему «Разработка технологии нового химически стойкого теплопроводного графитового материала» с присуждением ему учёной степени кандидата технических наук.
В 1950—1957 годах — заместитель и начальник отдела главного механика Минхимпрома.
С 1957 года работал в МИТХТ в должности доцента. В 1961 году организует в институте кафедру «Технологии переработки пластмасс» (ТПП, ныне ХТППиПК), которой руководил до 1978 года.
С 1957 года Г. В. Сагалаев работает в НИИ пластмасс, последовательно пройдя путь от старшего научного сотрудника и начальника лаборатории до заместителя главного химика НИИПМ.
С 1961 по 1963 год — директор НИИ пластмасс.
В 1969 году защищает докторскую диссертацию.
В 1973 году ему присвоено звание профессора.
С 1978 года — старший научный сотрудник кафедры «Промышленная теплотехника» МИТХТ им. М. В. Ломоносова.

### Научные достижения
Под руководством Г. В. Сагалаева впервые в стране была организована научная школа по технологии создания и переработки наполненных пластмасс: он основал кафедру «Технология переработки пластмасс» МИТХТ имени М. В. Ломоносова и возглавлял её работу с 1961 по 1978 годы.
Г. В. Сагалаев подготовил 4 докторов и 39 кандидатов технических наук, им опубликовано свыше 280 научных трудов, из них 4 монографии, получено 4 патента и 43 авторских свидетельства. 20 его изобретений внедрены в промышленности.
Издал один из первых учебников по технологии переработки полимеров: «Основы технологии изделий из пластмасс».

## Семья
Жена — Анастасия Афанасьевна Харьковская (1913—1965)
Дочь — Вера Григорьевна Ракова (род. 1944)
Дочь — Нина Григорьевна Попова (род. 1938)
Брат — Фёдор Васильевич Сагалаев
Сестра — Ирина Васильевна Гуляева

## Награды
- Медаль «За трудовое отличие»
- Медаль «За оборону Москвы»
- Медаль «За доблестный труд в Великой Отечественной войне»
- Медаль «В память 800-летия Москвы»
- Медаль «За доблестный труд. В ознаменование 100-летия со дня рождения Владимира Ильича Ленина»